# All I Want for Christmas Is You
"All I Want for Christmas Is You" božićna je pjesma američke pjevačice Mariah Carey. Napisala ju je s Walterom Afanasieffom za svoj četvrti studijski i prvi blagdanski album Merry Christmas (iz 1994.). Columbia Records objavila ju je 29. listopada 1994. kao glavni singl s tog albuma. Riječ je o ljubavnoj pjesmi živahna tempa u čiju instrumentaciju karakteriziraju zvončići, prateći vokali i sintesajzeri.
Pjesma je dobila pohvale kritičara, a The New Yorker nazvao ju je "jednom od rijetkih pjesama koja je vrijedna uvrštavanja u kanon blagdanskih pjesama". Najveći je međunarodni hit Mariah Carey; pojavio se na prvom mjestu ljestvica u dvadeset i šest država, među kojima su Australija, Kanada, Francuska i Njemačka. Godine 2019. prvi se put pojavila na vrhu ljestvice Billboard Hot 100, 25 godina nakon što je prvi put objavljena, te je tako srušila nekoliko rekorda, među kojima je i rekord za najduže vrijeme potrebno za dolazak na prvo mjesto te ljestvice. Iduće se godine prvi put pojavila na vrhu glazbenih ljestvica u Ujedinjenom Kraljevstvu; ondje je provela rekordnih 69 tjedana u prvih 40 mjesta prije nego što je došla na prvo mjesto. Budući da je prodan u više od 17 milijuna primjeraka, to je najprodavaniji božićni singl neke glazbenice i jedan od najprodavanijih singlova svih vremena. Do 2017. prodajom singla zarađeno je 60 milijuna dolara.
Za pjesmu su izvorno snimljena dva glazbena spota. U glavnom se spotu prikazuju Carey, njezini psi i obitelj tijekom blagdana u zrnatoj kvaliteti snimke tipičnoj za kućne videozapise, ali i Carey u odijelu Djeda Mraza kako se zabavlja na snježnim obroncima. Njezin se tadašnji suprug Tommy Mottola pojavljuje u ulozi Djeda Mraza, donosi joj dar i odlazi u crvenim sanjkama. Drugi je spot snimljen u crno-bijeloj tehnici i u njemu se pojavljuje Carey u odjeći tipičnoj za modu šezdesetih godina 20. stoljeća (riječ je o odavanju počasti skupini the Ronettes) uz prateće pjevače i plesačice. Treći glazbeni spot, koji je režirao Joseph Kahn, objavljen je 2019. u sklopu 25. godišnjice pjesme.
Carey je pjevala "All I Want for Christmas Is You" tijekom brojnih televizijskih prijenosa uživo i na većem broju turneja u karijeri. Godine 2010. ponovno je snimila pjesmu za svoj drugi blagdanski album Merry Christmas II You, no pod imenom "All I Want for Christmas Is You (Extra Festive)". Također je ponovno snimila pjesmu u obliku za duet s kanadskim pjevačem Justinom Bieberom za njegov album Under the Mistletoe iz 2011.; ta se inačica pjesme zove "All I Want for Christmas Is You (SuperFestive!)".
Pjesma je ušla u standardni repertoar božićne glazbe i stječe popularnost tijekom božićnih blagdana.

## Pozadina i skladanje
Nakon uspjeha albuma Music Box Carey i njezin menadžment iz Columbia Recordsa počeli su razmišljati o idejama i strategijama za iduće projekte. Njezin je tadašnji suprug Tommy Mottola, predsjednik diskografske kuće Sony Music Entertainment u čijem je vlasništvu Columbia, počeo planirati potencijalne uratke za Carey dok je njezina karijera bila na vrhuncu. Tijekom prvih rasprava o mogućem božićnom albumu u čijem bi pisanju pjesama sudjelovali Carey i Walter Afanasieff, njezin višegodišnji suradnik u pisanju pjesama, počele su se pojavljivati brige da nije prikladno i mudro objaviti božićnu glazbu na vrhuncu nečije karijere jer se takav potez češće povezuje s glazbenicima čija je karijera u padu.
Afanasieff se prisjetio svojih stavova tijekom prvih rasprava o božićnom albumu: "Tada niste imali mnogo glazbenika koji su objavljivali božićne albume. Tada to uopće nije bio običaj i nitko nije stvarao nove, velike božićne pjesme. Planirali smo ga objaviti kao neki oblik svakidašnjeg 'Hej, vidite ovo, objavljujemo božićni album. Nije to ništa posebno.'" Naposljetku su uz Mottolinu upornost Carey i Afanasieff u ljeto 1994. počeli pisati pjesme za album Merry Christmas na kojem se nalazi "All I Want for Christmas Is You". Carey je dom, u kojem je tad živjela s Mottolom na sjeveru savezne države New Yorka (u kojem se također nalazio i privatni studio), počela ukrašavati božićnim ukrasima. Smatrala je da će tako moći uhvatiti bit i duh onoga što je pjevala i tako svoje vokalne dionice učiniti osjećajnijima i vjerodostojnijima. "All I Want for Christmas Is You" snimljena je tog kolovoza; Carey i Afanasieffu bilo je potrebno svega 15 minuta da bi je napisali.
Afanasieff je izjavio da su ga u početku njezine ideje za melodiju i vokalne ljestvice zbunjivale i da je zbog njih "problijedio", no dodao je da ih se "uporno držala". U intervjuu s Billboardom Afanasieff je opisao u kakvu su odnosu bili on i Carey u studiju kao glazbeni partneri i općenito:
Afanasieff se vratio u Kaliforniju, gdje se posvetio programiranju i produkciji pjesme. U početku je zatražio da glazbeni sastav uživo odsvira dionice na bubnjevima i ostalim glazbalima da bi dobio siroviji i emotivniji prizvuk. Rezultati snimanja nisu ga se dojmili, pa je odbacio te snimke i poslužio se izvornim, vlastitim aranžmanom, a sva je glazbala u pjesmi (uz iznimku pratećih vokala), među kojima su klavir, efekti, bubnjevi i triangl, programirao. Dok je Carey nastavila pisati pjesme u svojem unajmljenom stanu u Hamptonsu, Afanasieff je već programirao aranžman pjesama i čekao prikladno vrijeme za zadnji sastanak s Carey kako bi s njom snimio harmonije za prateće vokale i učinio ih slojevitijima.
Dok je raspravljala o tome što ju je potaknulo na snimanje i objavu božićnog albuma, Carey je izjavila: "Jako volim slaviti blagdane, volim ih. Pjevala sam božićne pjesme dok sam još bila djevojčica. Nekoć sam išla koledati. Kad smo počeli raditi na albumu, željeli smo uravnotežiti standardne kršćanske himne i zabavne pjesme. Svakako sam željela napisati barem šačicu novih pjesama, ali ljudi uglavnom žele čuti uobičajene božićne pjesme, bez obzira na to koliko je nova pjesma dobra."

## Struktura i tekst
Mariah Carey – All I Want for Christmas Is You

"All I Want for Christmas Is You" pjesma je živahna tempa, a sadrži elemente popa, soula, R&B-ja, gospela, dance-popa i suvremene glazbe za odrasle. Do početka kolovoza Carey je s Afanasieffom napisala dvije pjesme, među kojima su bile "tužna i baladeskna" "Miss You Most (At Christmas Time)" te "Jesus Born on This Day", koja je "religiozna i nadahnuta gospelom". Treća i posljednja pjesma koju su planirali napisati trebala je biti nadahnuta idejom "božićne pjesme iz šezdesetih, u stilu starog rock 'n rolla i [glazbenih produkcija] Phila Spectora".
Pjesma počinje "iskričavim" udaraljkama "koje podsjećaju na antikne glazbene kutije ili simpatične snježne kugle". Nakon što Carey počne pjevati a cappella, u pjesmi se pojavljuju ostale udaraljke tipične za sezonu, među kojima su slavljenička crkvena zvona, veseli praporci i "temeljni ritam koji zvuči poput dugačkih koraka konja ili soba. Svi ti zvukovi odražavaju religiozne i svjetovne glazbene kamene temeljce, dok pritom ne skreću preoštro ni u kojem smjeru, a pjesmi daju vedar i veseo prizvuk."
| "Remek-djelo [pjevačice] Carey nenadmašivo je postignuće filozofskog lukavstva. Božić je vrijeme neumjerenosti u materijalnim stvarima i osjećaju privrženosti, no pjesma je usko usmjerena samo na jednu stvar: biti s posebnom osobom – vama. Odbacuje zamisao ljubavi u općenitom smislu i prigrljuje zamisao ljubavi prema pojedincu, čime istovremeno potvrđuje i negira konvencije pop-glazbe. Uz beskrajno pažljivo izražavanje i neupitno pamtljivije stihove 'All I Want for Christmas Is You' oblik je hegelijanske dijalektike božićnih čežnji; uzima sukobljene pojmove obilja i specifičnosti te ih uredno pakira u zaraznu pjesmu za iduće generacije."— Emma Green, The Atlantic |

U intervjuu iz 1994. Carey je pjesmu nazvala "zabavnom" i izjavila: "Vrlo je tradicionalna, odnosi se na staromodni Božić. Pomalo je retro, podsjeća na šezdesete." Afanasieff je glazbene elemente dodatno razložio: "Raskošni zvuk klavijatura, koji podsjeća na skromniju inačicu zvukovnog zida [engl. "Wall of Sound"], ublažava živahan ritam pjesme, dok svojevrsnu protutežu tomu čine prateći vokali svojim emotivnim i snažnim "uuh"-vokalizama, prateće melodije glavnoj temi koje grade napetost i svečane harmonije. Međutim, najvažniji su osebujni klavirski akordi i melodija koji pjesmi daju posebnu živahnost."
U stihovima pjesme lirski subjekt tvrdi da ga ne zanima uobičajeni komercijalni aspekt blagdana poput ukrasnih svjetala, drveća, snijega i darova dokle god može za Božić biti sa svojim ljubavnim partnerom. U aranžmanu pjesme čuju se različita glazbala – među njima su klavir, bubnjevi, violina, oboa, flauta, zvončići, bas-bubanj i kravlja zvona, a osobitom dojmu pridonose i slojeviti prateći vokali tijekom pripjeva i u pojedinim dijelovima mosta.
Tempo pjesme otprilike je 150 otkucaja po minuti. Prema partituri koju je na internetskom mjestu Musicnotes.com objavio Sony/ATV Music Publishing pjesma je u četveročetvrtinskoj mjeri i u G-duru. Raspon glasa Mariah Carey u pjesmi kreće se od g do a2. Carey je autorica teksta i glazbe, a Afanasieff je djelomice uobličio melodiju te je zaslužan za aranžman i glazbenu produkciju pjesme uz pomoć sintesajzera.
Slateov Adam Ragusea izjavio je da u pjesmi postoji "barem 13 različitih akorda koji omogućuju i raskošne kromatske melodije. U pjesmi se nalazi i nešto što bih nazvao akordom koji najviše podsjeća na Božić – molska subdominanta, odnosno kvintakord IV. stupnja s dodanom sekstom, koji se između ostalog pojavljuje tijekom stiha 'underneath the Christmas tree'. (Taj akord možete tumačiti i kao obrat polusmanjenoga septakorda II. stupnja, ali obje su interpretacije prihvatljive)." Roch Parisien iz AllMusica izjavio je da pjesma sadrži "harmonije tipične za stil Beach Boysa, zveckanje zvončića i tempo vožnje zaprežnim saonicama, čime se u taj uglavnom uobičajeni komplet uvrštava nekoliko djelića vesele zabave."
Recenzenti su u toj pjesmi također uočili i utjecaje četrdesetih, pedesetih i šezdesetih godina 20. stoljeća za koje tvrde da su u kombinaciji s glasom Mariah Carey i jednostavnom melodijom dodatno pridonijeli njezinu uspjehu. U raspravi o progresiji akorda i stilskim obilježjima Ragusea je izjavio da je to "jedina božićna pjesma napisana u proteklih pola stoljeća koja zavređuje upis u Great American Songbook." Annie Zaleski iz The A.V. Cluba dugogodišnju privlačnost pjesme pripisuje tomu što se ne može jednostavno odrediti kojem glazbenom razdoblju pripada.

## Recenzije
"All I Want for Christmas Is You" dobila je pohvale kritičara. Roch Parisien iz AllMusica nazvao ju je "energičnom pjesmom za cijelu godinu" te je pohvalio instrumentaciju i melodiju. Steve Morse, urednik The Boston Globea, napisao je da na toj pjesmi Carey pjeva strastveno. U recenziji albuma Merry Christmas II You Thomas Connor iz Chicago Sun-Timesa pjesmu je nazvao "jednostavnom, dobro oblikovanom [...] i jednom od posljednjih dobrih dodataka božićnom kanonu pop-pjesama". Shona Craven iz škotskog Heralda izjavila je da je to "optimistična i vedra pjesma koja možda nagovještava koji je pravi smisao Božića." K tome, komentirala je da uspjeh mahom duguje riječi "you" ("ti") u stihovima: "Pjesmu je golemom uspješnicom vjerojatno učinila činjenica da je posvećena svakome." Svoju je recenziju započela ovim riječima: "Bing Crosby možda se okreće u grobu, no nijedno dijete osamdesetih godina 20. stoljeća neće iznenaditi činjenica da se božanstvena All I Want for Christmas Is You pojavljuje na ljestvicama nakon što je proglašena omiljenom pjesmom za proslavu [...]." U recenziji remiksane inačice iz 2009. Becky Bain s internetskog mjesta Idolator pjesmu je nazvala "bezvremenskim klasikom" i dodala: "Obožavamo izvornu pjesmu – puštamo je i pojačamo do kraja dok uređujemo božićno drvce i palimo svijeće na menori."
Kyle Anderson s MTV-ja pjesmu je proglasio "veličanstvenom himnom punom zvona, zvončića, ukrasa doo-wopa i sveobuhvatnih gudaćih glazbala, a sadrži i jednu od najdinamičnijih i najčišćih vokalnih izvedbi u karijeri [Mariah] Carey". Časopis Music & Media komentirao je: "Božićni album Phila Spectora glavni je uzor ovoj božićnoj pjesmi u tradiciji 'Darlene Love protiv zvukovnog zida'." Music Week izjavio je: "Mariah u kombinaciji s Philom Spectorom, zvonima i neizbježnim zvončićima sa sanjki; tu je sve što možete očekivati od albuma Mariah Carey." U članku o karijeri Mariah Carey iz 2006. Sasha Frere-Jones iz The New Yorkera komentirao je da je ta "dražesna" pjesma jedan od najvećih uspjeha Mariah Carey i nazvao ju je "jednom od rijetkih pjesama koja je vrijedna uvrštavanja u kanon blagdanskih pjesama". Dan Hancox, urednik The Nationala, citirao je Jonesovu izjavu i složio se s njome; pjesmu je nazvao "savršenstvom". Barry Schwartz iz Stylus Magazinea komentirao je: "[R]eći da je ova pjesma odmah postala klasik nekako ne odražava činjenicu koliko je izvrsna; to je moderni standard: vesela je, uzbudljiva i glasna, a nosi i blagu aromu čežnje." Pohvalio je i stihove pjesme; izjavio je da su "prekrasno sročeni", a da je glas Mariah Carey "prelijep" i "iskren".

## Uspjeh na ljestvicama

### Sjeverna Amerika
U Sjedinjenim Državama "All I Want for Christmas Is You" u prvom se tjednu siječnja 1995. popela do 6. mjesta Billboardove ljestvice Hot Adult Contemporary i 12. mjesta ljestvice Hot 100 Airplay. Ponovno se pojavila na tim dvjema ljestvicama u prosincu 1995. i prosincu 1996. Nije se mogla pojaviti na ljestvici Billboard Hot 100 u vrijeme prve objave jer nije bila objavljena komercijalno kao singl ni u kakvom fizičkom obliku. To je pravilo prestalo vrijediti 1998., pa se pjesma naknadno pojavila na toj ljestvici (u siječnju 2000. popela se do 83. mjesta). Pojavila se na vrhu Billboardove ljestvice Hot Digital Songs u prosincu 2005., no nije se pojavila na ljestvici Billboard Hot 100 jer se smatralo da je riječ o singlu koji se više puta vraća na ljestvice i da se zato ne može ponovno pojaviti na njoj.
Svakog se prosinca od 2005. do 2008. pjesma pojavljivala na vrhu Billboardove ljestvice Hot 100 Singles Recurrents. Godine 2012., nakon što je izmijenjeno pravilo o ponovnom pojavljivanju na ljestvicama (čime su se sve pjesme u prvih 50 mjesta Hot 100 Singles Recurrentsa mogle pojaviti na ljestvici Hot 100), singl se ponovno pojavio na ljestvici, ovog puta na njezinu 29. mjestu, a početkom siječnja 2013. popeo se do 21. mjesta. U prosincu 2017. pjesma se popela do 9. mjesta ljestvice Hot 100 – time je označila 28. put da je pjesma Mariah Carey ušla u prvih 10 mjesta u Sjedinjenim Državama i postala je njezina prva pjesma od skladbe "Obsessed" iz 2009. koja je postigla taj uspjeh. Naknadno se popela do 3. mjesta ljestvice početkom siječnja 2019. i tako je postala druga blagdanska pjesma koja je ušla u prvih pet mjesta te ljestvice nakon pjesme "The Chipmunk Song (Christmas Don't Be Late)" skupine David Seville and the Chipmunks, koja se 1958. pojavila na prvom mjestu. Ponovno se pojavila na trećem mjestu ljestvice Hot 100 sredinom prosinca 2019.
Na ljestvici koja je objavljena 21. prosinca 2019. "All I Want for Christmas Is You" prvi se put pojavila na vrhu ljestvice Hot 100 u SAD-u; u tom je tjednu preslušana 45,6 milijuna puta na internetskim uslugama za slušanje glazbe i prodana je u 27 000 digitalnih primjeraka. Pojavila se na vrhu nakon što je na ljestvici provela ukupno 35 tjedana, čime je postavila rekord za pjesmu koja se najdulje primicala vrhu te ljestvice i time je nadmašila prethodni rekord pjesme "Macarena (Bayside Boys Remix)" grupe Los del Río, koja se popela do prvog mjesta u kolovozu 1996. nakon što je na ljestvici provela 33 tjedna. K tome, srušila je i rekord za najduže vrijeme potrebno za dolazak na prvo mjesto te ljestvice od objave – to je mjesto dosegla 25 godina nakon prve objave. Ta je pjesma postala njezina devetnaesta koja se pojavila na vrhu ljestvice Hot 100 i tako je povećala njezin rekord za najveći broj pjesama samostalnog izvođača na vrhu te ljestvice, a Carey je usput sa svojim pjesmama na vrhu te ljestvice provela rekordnih 80 tjedana. Iako je izvorno objavljen 1994., "All I Want for Christmas Is You" posljednji je singl koji se pojavio na prvom mjestu u drugom desetljeću 21. stoljeća, ali i prvi koji se pojavio na prvom mjestu početkom trećeg desetljeća; Carey je tako postala prva glazbenica u povijesti koja se pojavila na vrhu ljestvice u četirima različitim desetljećima – u devedesetim godinama 20. stoljeća te prvom, drugom i trećem desetljeću 21. stoljeća. Krajem blagdanske sezone pjesma je srušila još jedan rekord – postala je prva pjesma koja je posve nestala s ljestvice nakon što se na njoj pojavila na prvom mjestu. Do kraja prosinca 2020. na vrhu je Billboardove ljestvice Holiday 100 ukupno provela rekordna 44 tjedna od 2011., kad je ljestvica uvedena; bila je na njezinu vrhu 29 tjedana zaredom između 2015. i 2016. Nijedna druga pjesma nije provela više od dva tjedna na vrhu ljestvice Holiday 100 otkad je uvedena.
Postala je prva blagdanska melodija za mobilne telefone koja je stekla dvostruku platinastu nakladu u SAD-u. K tome, od svih je pjesama snimljenih prije 2000. postala najprodavaniji digitalni singl neke glazbenice, kao i općenito najprodavaniji blagdanski singl u digitalnoj inačici. Prema analizi Nielsen SoundScana do prosinca 2019. pjesma je u digitalnoj inačici kupljena otprilike 3 588 000 puta. Pjesma se sredinom prosinca 2019. pojavila na vrhu ljestvice Rolling Stone 100 i tako postala prva pjevačičina pjesma koja je zauzela to mjesto i njezina četrnaesta koja je ušla u prvih nekoliko mjesta te ljestvice. Na ljestvici objavljenoj 19. prosinca 2020. "All I Want for Christmas Is You" vratila se na prvo mjesto ljestvice Hot 100, na njoj je provela četvrti tjedan i tako uz "The Chipmunk Song" postala blagdanska pjesma koja se najduže zadržala na toj ljestvici. K tome, postala je tek druga pjesma u povijesti ljestvice koja se pojavila na prvom mjestu u dva navrata nakon pjesme "The Twist" Chubbyja Checkera, koja je na vrh ljestvice došla u rujnu 1960. i u siječnju 1962. Nakon što je idući tjedan pala na drugo mjesto, ponovno se popela na prvo mjesto na ljestvici objavljenoj 2. siječnja 2021. i tako je postala prva pjesma koja se pojavila na vrhu ljestvice u tri različite godine (2019., 2020. i 2021.) i prva blagdanska pjesma koja je na prvom mjestu provela ukupno pet tjedana.
U Kanadi se prvi put pojavila na ljestvici Canadian Hot 100 5. siječnja 2019., čime je postala prva božićna pjesma koja se pojavila na vrhu te ljestvice, jedanaesta skladba Mariah Carey koja se pojavila na prvom mjestu ljestvice u toj državi i prva koja se pojavila na tom mjestu od pjesme "Heartbreaker" (iz 1999.). Otada se dvaput vratila na prvo mjesto – 2020. i 2021. godine, a ukupno je na prvom mjestu provela tri tjedna.

### Europa
U Ujedinjenom Kraljevstvu pjesma se 10. prosinca 1994. pojavila na petom mjestu ljestvice UK Singles Chart. Idućeg se tjedna popela do drugog mjesta i ondje je ostala preostala tri tjedna u prosincu (na prvom se mjestu tad nalazila pjesma "Stay Another Day" skupine East 17). Naposljetku je postala dvanaesti najprodavaniji singl 1994. godine u Ujedinjenom Kraljevstvu. Do kraja siječnja 2017. na toj je ljestvici provela 78 tjedana. Do 19. prosinca 2013. prodana je u milijun primjeraka u Ujedinjenom Kraljevstvu. Na Božić 2020. stekla je peterostruku platinastu nakladu Britanske fonografske industrije za tri milijuna prodanih primjeraka (što uključuje i slušanje pjesme na internetu) i danas je najprodavaniji singl Mariah Carey u Ujedinjenom Kraljevstvu. Godine 2010. pjesma je proglašena najboljom blagdanskom pjesmom desetljeća u Ujedinjenom Kraljevstvu. Drugi je put zauzela drugo mjesto na glazbenoj ljestvici u Ujedinjenom Kraljevstvu u prosincu 2017., a taj je uspjeh ponovila i 2018. i 2019. Dana 11. prosinca 2020., 26 godina od izvorne objave, prvi se put pojavila na vrhu ljestvice UK Singles Chart. Također je postavila i rekord na toj ljestvici – dosegla je prvo mjesto nakon što je sedamdeset tjedana provela u prvih 40 mjesta; nijedna pjesma u povijesti te ljestvice nije provela toliko tjedana u prvih 40 mjesta prije dolaska na prvo mjesto. Do ožujka 2021. "All I Want for Christmas Is You" bila je najslušanija pjesma Mariah Carey na digitalnim platformama u Ujedinjenom Kraljevstvu i sedma najslušanija pjesma neke glazbenice u toj državi – preslušana je 235 milijuna puta.
"All I Want for Christmas Is You" devet je tjedana provela na vrhu glazbene ljestvice u Norveškoj; sedam tjedana u Nizozemskoj; šest tjedana u Njemačkoj, Austriji, Mađarskoj i Češkoj; pet tjedana u Slovačkoj i Švicarskoj; četiri tjedna u Švedskoj, Hrvatskoj i Litvi; tri tjedna u Italiji; dva tjedna u Danskoj, Finskoj, Portugalu i Latviji te jedan tjedan u Francuskoj, Grčkoj, Sloveniji i na Islandu. Također se pojavila na trećem mjestu u Estoniji, Španjolskoj i Irskoj, petom mjestu u Belgiji i sedmom mjestu u Poljskoj.
U Norveškoj je stekla četverostruku platinastu nakladu, a u Danskoj trostruku.

### Oceanija
Pjesma se 1994. pojavila na drugom mjestu ljestvice ARIA Singles Chart u Australiji i stekla je sedmerostruku platinastu nakladu Australskog udruženja diskografske industrije za singl prodan u 490 000 primjeraka. Pojavila se na vrhu te ljestvice u prosincu 2018. te je tako postala prva božićna pjesma koja je postigla takav uspjeh u 21. stoljeću i treća pjesma Mariah Carey koja se pojavila na vrhu te ljestvice nakon "Fantasy" (iz 1995.) i "We Belong Together" (iz 2005.). Također je postala jedanaesti izvođač čija je pjesma došla na prvo mjesto ljestvice u trima različitim desetljećima. Usto je prva božićna pjesma od "Snoopy's Christmas" skupine The Royal Guardsmen iz 1967. koja se pojavila na prvom mjestu u Australiji tijekom božićnih blagdana. Otad se dvaput vratila na prvo mjesto ljestvica u Australiji (2019. i 2020. godine) i ondje je do danas provela ukupno tri tjedna.
Također se pojavila na prvom mjestu ljestvice na Novom Zelandu u prosincu 2018., čime je postala osma pjesma Mariah Carey koja je zauzela prvo mjesto u toj državi i njezina prva od pjesme  "Heartbreaker" iz 1999. Pjesma se još jednom vratila na vrh ljestvice u prosincu 2019. i ondje je provela tjedan dana.

### Japan
"All I Want for Christmas Is You" postala je najprodavaniji singl Mariah Carey u Japanu. Pojavila se kao glavna pjesma u drami 29-sai no Christmas (jap. "Božić u 29 godina, 29. Božić"), u kojoj je nosila ime Koibito-tachi no Christmas (jap. "Božić ljubavnika"). Singl je dva tjedna 1994. proveo na drugom mjestu (na prvom su se mjestu nalazili singlovi "Tomorrow Never Knows" i "Everybody Goes" rock-skupine Mr. Children). U Japanu je prodano otprilike 1,1 milijuna primjeraka pjesme. Zbog uspješne prodaje i česte reprodukcije ponovno se pojavila na japanskoj ljestvici 2010.; zauzela je šesto mjesto na ljestvici Japan Hot 100. Singl je stekao nagradu Million Japanskog udruženja diskografske industrije u dvama različitim formatima (na CD-u i kao melodija za mobilne telefone) 1994. i 2008.

## Remiksane inačice
Kad je prvi put objavljena 1994., za pjesmu nisu bile naručene remiksane inačice. Carey je 2000. ponovno objavila pjesmu u Japanu uz remiksanu inačicu poznatu kao remiks So So Defa. Na toj se inačici nalaze novi vokali i žešći ritam uz sampl pjesme "Planet Rock" Afrike Bambaate i Soulsonic Forcea; na toj inačici gostuju Jermaine Dupri i Bow Wow. Ta se verzija pjesme pojavljuje kao dodatna pjesma na kompilaciji Greatest Hits Mariah Carey (iz 2001.). U glazbenom spotu snimljenom za remiks fizički se ne pojavljuju ni Carey ni glazbenici hip-hopa koji izvode pjesmu; spot je animiran i utemeljen na sceni iz spota za pjesmu "Heartbreaker" (iz 1999.). U animiranom su obliku prikazani Carey, njezin tadašnji partner Luis Miguel, njezin pas Jack, Jermaine Dupri, Bow Wow i Djed Mraz. Tijekom 2009. i 2010. pjesma se pojavljivala u glazbenom spotu za ESPN-ov (i ABC-jev) prijenos NBA-inih utakmica za Božić.
Godine 2009. Carey i Low Sunday izradili su i objavili remiks pod imenom "Mariah's New Dance Mix". Riječ je o remiksu na kojem se nalaze izvorne snimke vokala iz 1994. i nova elektronička instrumentacija. Dobio je pozitivne recenzije. MTV-jev Kyle Anderson napisao je da je "teško poboljšati savršenstvo", ali da ta inačica "stavlja pjesmu u kontekst disca koji će vaš božićni tulum u uredu učiniti plesnijim za 28 % [...]." Idolatorova Becky Bain pohvalila je pamtljivost pjesme.
Godine 2010. Carey je ponovno snimila pjesmu za svoj trinaesti studijski i drugi blagdanski album Merry Christmas II You. U toj inačici, koja se zove "All I Want for Christmas Is You (Extra Festive)", čuju se ponovno snimljeni vokali, blaži zvuk zvona i glasniji zvuk bubnjeva te orkestralni uvod koji je zamijenio sporiju uvodnu vokalnu dionicu. Steven J. Horowitz iz Rap-Upa izjavio je da nova verzija pjesme "zvuči jednako ugodno kao i ona iz 1994.". Iako je dobila pohvale, također je i kritizirana jer je bila previše slična izvornoj pjesmi. Thomas Connor iz Chicago Sun-Timesa komentirao je da se na toj inačici "naočigled samo pojavljuje još nekoliko razmetljivih pratećih pjevača u istom aranžmanu". Caryn Ganz iz Rolling Stonea složila se s tom tvrdnjom; spomenula je da je "teško zaključiti" što to novu inačicu "čini 'još svečanijom'". Dan Hancox, urednik The Nationala, spomenuo je da nova inačica pjesme nije bila nužna.

## Koncertne izvedbe
Carey pjeva pjesmu na koncertima i u televizijskim emisijama. Otpjevala ju je i tijekom nekoliko koncertnih turneja, među kojima su Daydream World Tour (iz 1996.), Butterfly World Tour (iz 1998.), Rainbow World Tour (iz 2000.), Charmbracelet World Tour (od 2002. do 2003.), The Adventures of Mimi Tour (iz 2006.) i All I Want For Christmas Is You, A Night of Joy & Festivity.
Prvi je put otpjevala pjesmu 8. prosinca 1994. u katedrali sv. Ivana Božanskog na Manhattanu. K tome, pjesmu je otpjevala i 2004. u emisiji Walt Disney World Christmas Day Parade koja se prikazivala uživo na ABC-u. Carey je također otpjevala remiksanu inačicu So So Defa na prvi dan turneje Angels Advocate Tour, koja je počela na Silvestrovo. Dana 9. studenoga 2010. snimila je posebnu božićnu emisiju u kojoj je izvela pjesmu; ta se emisija prikazala na ABC-u 13. prosinca 2010. K tome, njezina se izvedba te pjesme i pjesme "Oh Santa!" prikazivala na ESPN-u i ABC-u tijekom Božića 2010.; otpjevala ih je 3. prosinca 2010. u Magic Kingdomu, zabavnom parku Walt Disney World Resorta. Carey ih je otpjevala još jednom u spotu kojim su se reklamirale NBA-ine božićne utakmice; prikazan je na obama televizijskim kanalima.
Godine 2012. otpjevala je pjesmu s Jimmyjem Fallonom u pratnji skupine The Roots u emisiji The Tonight Show Starring Jimmy Fallon. Dana 18. prosinca 2013. otpjevala je pjesmu s Michaelom Bubléom u njegovoj posebnoj božićnoj emisiji na NBC-u. Dana 15. prosinca 2016. u emisiji The Late Late Show Jamesa Cordena Mariah Carey otpjevala je pjesmu u sklopu dijela emisije pod imenom Carpool Karaoke. Pjesmu su uz nju pjevali Adele, Lady Gaga, Demi Lovato, Nick Jonas, Elton John, Selena Gomez, Gwen Stefani, Chris Martin i članovi sastava Red Hot Chili Peppers. U prosincu 2019. Carey se vratila u The Late Late Show da bi otpjevala pjesmu 25 godina nakon njezine objave; osim te pjesme otpjevala je i "Oh Santa!" i "Christmas Time Is in the Air Again". Godine 2020. ponovno je snimila pjesmu i izvela je u svojoj posebnoj božićnoj emisiji.

## Glazbeni spotovi
Prvi, glavni spot za pjesmu snimljen je u tehnici kućnog videozapisa filmskom vrpcom širine 8 mm; snimila ga je i režirala Carey tijekom božićnih blagdana 1993. Na početku spota Carey postavlja božićne ukrase na drvce i zabavlja se na snježnim obroncima. Eksterijerne su scene snimljene u Fairy Tale Forestu u New Jerseyju; u tom se dijelu spota njezin tadašnji suprug Tommy Mottola pojavio u liku Djeda Mraza. Potom se prikazuju scene u kojima se Carey priprema za fotografiranje i provodi vrijeme sa svojim psom Jackom. Spot završava scenom u kojoj joj Djed Mraz ostavlja vreću s darovima i maše joj dok se oprašta s njom. Do prosinca 2020. spot je pregledan više od 680 milijuna puta na YouTubeu. U drugom spotu za pjesmu, nadahnutom skupinom The Ronettes, Carey pleše u studiju uređenom u stilu šezdesetih godina 20. stoljeća i okružena je go-go plesačicama. Kako bi spot još više nalikovao na šezdesete, snimljen je u crno-bijeloj tehnici, a Carey nosi bijele čizme i natapiranu frizuru. I taj je spot režirala Carey.
Godine 2019. objavljena je proširena inačica albuma Merry Christmas u sklopu 25. godišnjice njegove objave, ali su objavljena i dva nova glazbena spota. U prvom se nalaze neiskorištene snimke za glavni spot. Drugi je režirao Joseph Kahn i objavljen je pod imenom "Make My Wish Come True Edition"; u njemu se nalaze nove snimke Carey iz 2019. Montaža u kojoj se razne poznate osobe pretvaraju da pjevaju tu pjesmu objavljena je iste godine na službenom kanalu Mariah Carey na YouTubeu. Među tim se osobama nalaze Ryan Reynolds, Kim Kardashian i James Corden.

## Nasljeđe i utjecaj na kulturu
"All I Want for Christmas Is You" pojavila se na ljestvicama tijekom svih božićnih blagdana od 1994. Zbog dugotrajne popularnosti pjesme Carey je proglašena "kraljicom Božića". Do 2017. godine pjesmom je zarađeno ukupno 60 milijuna dolara. Lauren Alvarez iz Forbesa pjesmu je proglasila "božićnom pjesmicom" i dodala je da se "može tvrditi da je postala neslužbena pjesma za Božić svake godine". Timeova autorica Cady Lang izjavila je da za popularnost pjesme postoji mnogo razloga, a da je glavni taj što su u njoj prisutni "moćni vokali drage nedostižne pjevačice". Također je istaknula utjecaj pjesme na pop-kulturu; izjavila je da "podsjeća na to da pop-glazba, možda pogotovo pop-glazba božićne tematike, može jednako razveseliti pjevača (i kantautora) i slušatelja". Također je komentirala:
Jody Rosen iz Los Angeles Timesa izjavio je da uspjeh pjesme odražava "predanost najvećih obožavatelja [Mariah] Carey" i da to "govori o karakteru same pjesme: o njezinoj bezvremenskoj kvaliteti i o tome da se naizgled nalazi među glazbenim razdobljima i idiomima. Harmonijski sastav pjesme, smanjeni akordi i sjajni kromatski dijelovi podsjećaju na božićne uspješnice nastale sredinom stoljeća [...]. Atletički vokali [Mariah] Carey, koji spajaju melizmatičke dijelove nadahnute gospelom i blagu plesnu sinkopiranost, svakako pripadaju devedesetima – odišu R&B-jem nadahnutim hip-hopom koji je sama Carey pomogla popularizirati." Rosen je pjesmu čak nazvala "Bijelim Božićem" 21. stoljeća, a samu Carey "još jednom pjevačicom za dvoranu slavnih i divicom šoubiznisa koja je neraskidivo povezana s blagdanom".
Rob Harvilla na internetskom mjestu The Ringer izjavio je da "prosinac pripada Mariah Carey". Dodao je da "kad prvi put [čujete pjesmu, zvuči] klasično [...], bezvremenski, kao da je svirala u jaslicama kad se rodio Isus Krist". Recenzenti su također istaknuli da djelomično podsjeća na radove Judy Garland i Nata Kinga Colea, ali i na "Motownove obrade predratnih božićnih klasika iz šezdesetih i sedamdesetih koje su izvodili izvođači kao što su The Jackson 5 [i] Stevie Wonder". Slateov Adam Ragusea izjavio je da "All I Want for Christmas Is You" "zvuči kao da je mogla nastati u četrdesetima, nakon čega je bila zaključana u sefu Brill Buildinga". U članku o pjesmi u časopisu Vogue autorica je izjavila da stihovi tu pjesmu čine popularnom i više od dva desetljeća od objave: "[T]e je stihove mogao pjevati Frank Sinatra – dobro, možda ne Frank, nego neki tadašnji pjevač. Mislim da joj upravo to daje taj bezvremenski, klasični prizvuk."
Budući da pjesma postaje popularna diljem svijeta u vrijeme Božića, obrađena je više puta. Među izvođačima koji su je obradili i otpjevali uživo nalaze se Fifth Harmony, Michael Bublé, My Chemical Romance, Tori Kelly, Justin Bieber, Idina Menzel, Dolly Parton, Amber Riley, Shania Twain, Miley Cyrus, Demi Lovato, Ariana Grande, i Kelly Clarkson.
Na Božić 2018. pjesma je postavila rekord za najveći broj slušanja u jednom danu na Spotifyu – preslušana je 10,82 milijuna puta. Nakon što su taj rekord naknadno srušili Ed Sheeran i Justin Bieber pjesmom "I Don't Care", "All I Want for Christmas Is You" ponovno je srušila taj rekord točno godinu dana poslije – u jednom je danu preslušana 12,029 milijuna puta. Otkad je uvrštena na Spotify do prosinca 2019., pjesma je zaradila više od 2 milijuna dolara. Dana 24. studenoga 2019. uvrštena je u Guinnessovu knjigu rekorda jer je postavila tri rekorda – za jednu od najprodavanijih i najprepoznatljivijih božićnih pjesama, za najslušaniju pjesmu na Spotifyu u 24 sata za glazbenicu (10 819 009 slušanja u prosincu 2018.) i za božićnu pjesmu koja je provela najviše tjedana u prvih deset mjesta ljestvice britanskih singlova (20).
Godine 2010. The Daily Telegraph proglasio ju je najpopularnijom i najslušanijom božićnom pjesmom desetljeća u Ujedinjenom Kraljevstvu. Rolling Stone postavio ju je na četvrto mjesto popisa najboljih rock-božićnih pjesama i proglasio ju je "standardnom pjesmom za blagdane". U anketi diljem Ujedinjenog Kraljevstva održanoj u prosincu 2012. izabrana je za petu omiljenu božićnu pjesmu; rezultati ankete prikazani su u posebnoj televizijskoj emisiji The Nation's Favourite Christmas Song ITV-a. Godine 2018. The Washington Post postavio ju je na šesto mjesto popisa 100 najboljih božićnih pjesama. Godine 2019. The Guardian ju je postavio na prvo mjesto popisa 50 najboljih božićnih pjesama; Guardianov ju je kolumnist Michael Hann nazvao jednom od "rijetkih suvremenih božićnih pjesama koja je ušla u kanon".

### Adaptacije
Carey je 10. studenoga 2015. objavila knjigu za djecu utemeljenu na pjesmi "All I Want for Christmas Is You"; naposljetku je prodana u više od 750 000 primjeraka. Dana 21. ožujka 2017. Carey je na službenom profilu na Twitteru poručila da se snima film utemeljen na pjesmi. Dana 14. studenoga 2017. objavila je animirani obiteljski film pod imenom Mariah Carey's All I Want for Christmas Is You, koji je utemeljen na knjizi i pjesmi.

## Popisi pjesama
- EP Mariah's New Dance Mixes[117]

1. "All I Want for Christmas Is You" (Mariah's New Dance Mix)
2. "All I Want for Christmas Is You" (Mariah's New Dance Mix Edit)
3. "All I Want for Christmas Is You" (Mariah's New Dance Mix Edit Extended)

- EP All I Want for Christmas Is You / Joy to the World[118]

1. "All I Want for Christmas Is You"
2. "All I Want for Christmas Is You" (So So Def Remix)
3. "Joy to the World"
4. "Joy to the World" (Celebration Mix Edit)

## Ljestvice
| Ljestvica (1994. – 2021.)                 | Najviša Pozicija |
| ----------------------------------------- | ---------------- |
| Australija                                | 1                |
| Austrija                                  | 1                |
| Belgija (Flandrija)                       | 5                |
| Češka (Rádio Top 100)                     | 14               |
| Češka (Singles Digitál Top 100)           | 1                |
| Danska                                    | 1                |
| Estonija                                  | 3                |
| Europa (European Hot 100 Singles)         | 4                |
| Europa (Suvremena glazba za odrasle)      | 9                |
| Europa (European Dance Radio Chart)       | 13               |
| Finska                                    | 1                |
| Francuska                                 | 1                |
| Global 200                                | 1                |
| Grčka                                     | 1                |
| Gvatemala                                 | 2                |
| Hrvatska                                  | 1                |
| Hrvatska (Službena božićna lista)         | 4                |
| Irska                                     | 3                |
| Island                                    | 1                |
| Italija                                   | 1                |
| Japan (Oricon)                            | 2                |
| Japan (Japan Hot 100)                     | 6                |
| Južna Koreja                              | 2                |
| Kanada                                    | 1                |
| Latvija                                   | 1                |
| Litva                                     | 1                |
| Luksemburg                                | 2                |
| Mađarska (Rádiós Top 40)                  | 26               |
| Mađarska (Single Top 40)                  | 1                |
| Mađarska (Stream Top 40)                  | 1                |
| Malezija                                  | 9                |
| Nizozemska (Dutch Top 40)                 | 5                |
| Nizozemska (Single Top 100)               | 1                |
| Novi Zeland                               | 1                |
| Norveška                                  | 1                |
| Njemačka                                  | 1                |
| Panama                                    | 11               |
| Poljska                                   | 7                |
| Portugal                                  | 1                |
| SAD (Adult Contemporary)                  | 6                |
| SAD (Billboard Hot 100)                   | 1                |
| SAD (Adult Top 40)                        | 27               |
| SAD (Holiday 100)                         | 1                |
| SAD (Mainstream Top 40)                   | 9                |
| SAD (R&B/Hip-Hop Digital Song Sales)      | 4                |
| SAD (Rhythmic)                            | 14               |
| SAD (Rolling Stone Top 100)               | 1                |
| Singapur                                  | 1                |
| Slovačka (Rádio Top 100)                  | 12               |
| Slovačka (Singles Digitál Top 100)        | 1                |
| Slovenija                                 | 1                |
| Škotska                                   | 2                |
| Španjolska                                | 3                |
| Švedska                                   | 1                |
| Švicarska                                 | 1                |
| Ujedinjeno Kraljevstvo (UK R&B Chart)     | 1                |
| Ujedinjeno Kraljevstvo (UK Singles Chart) | 1                |
| Ukrajina                                  | 70               |
| Venezuela                                 | 9                |
| ZND                                       | 62               |

## Vanjske poveznice
- YouTube – Mariah Carey: "All I Want For Christmas Is You" (Official Video)